# 13th/18th Royal Hussars

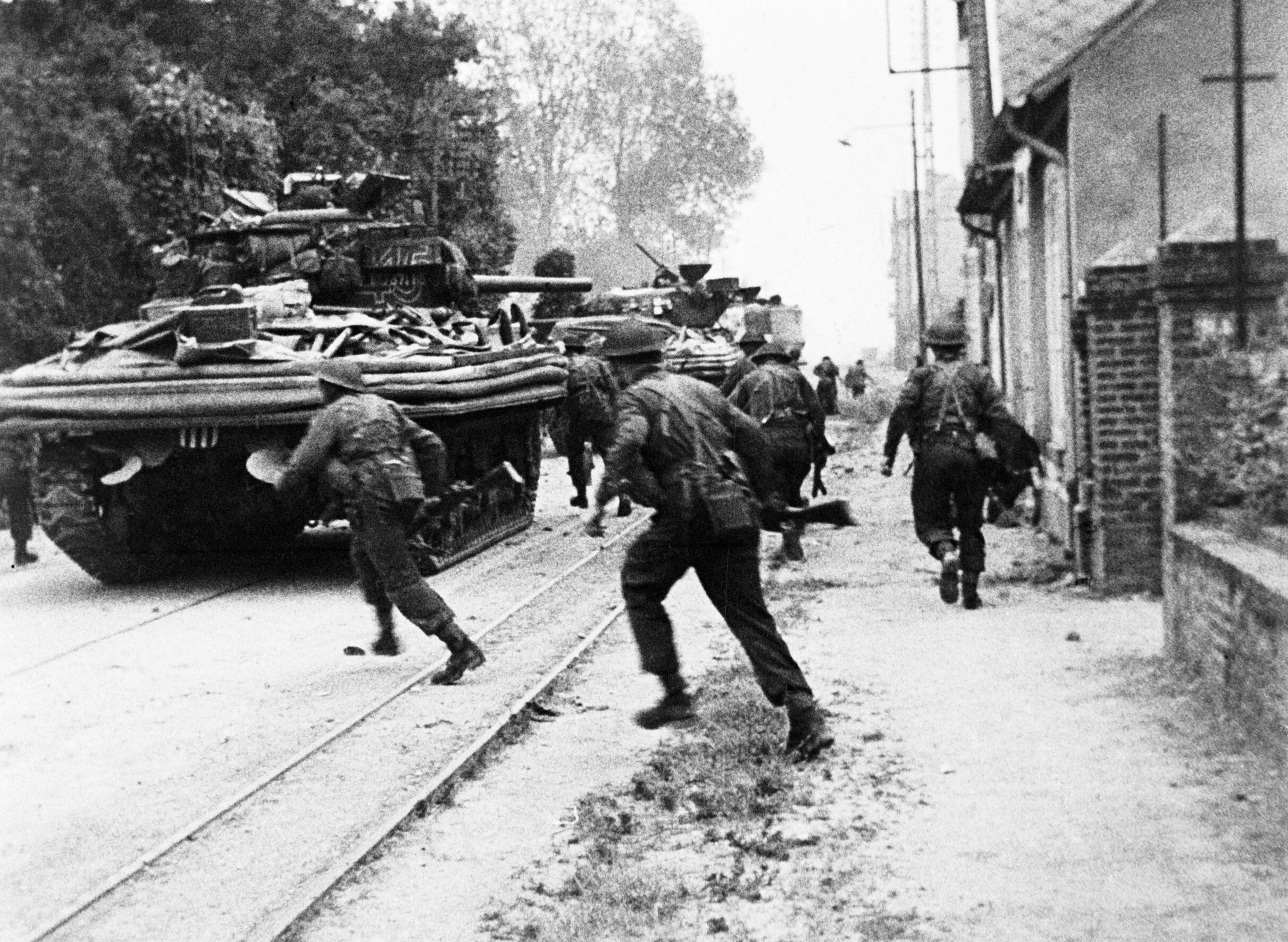
Chars amphibies DD des 13e/18e Royal Hussars au D-Day ; (notez les "jupes" de flottaison repliées et les hélices doubles).

Le 13th/18th Royal Hussars (Queen Mary's Own) était un régiment de cavalerie de l'armée britannique. Il a été formé par la fusion du 13th Hussars et du 18th Royal Hussars en 1922 et, après avoir servi pendant la Seconde Guerre mondiale, il a fusionné avec les 15th/19th The King's Royal Hussars pour former les Light Dragoons en 1992.

## Histoire

### Seconde Guerre Mondiale

Les chars du 13e/18e Royal Hussars avancent avec le No. 4 Commando au D-Day.

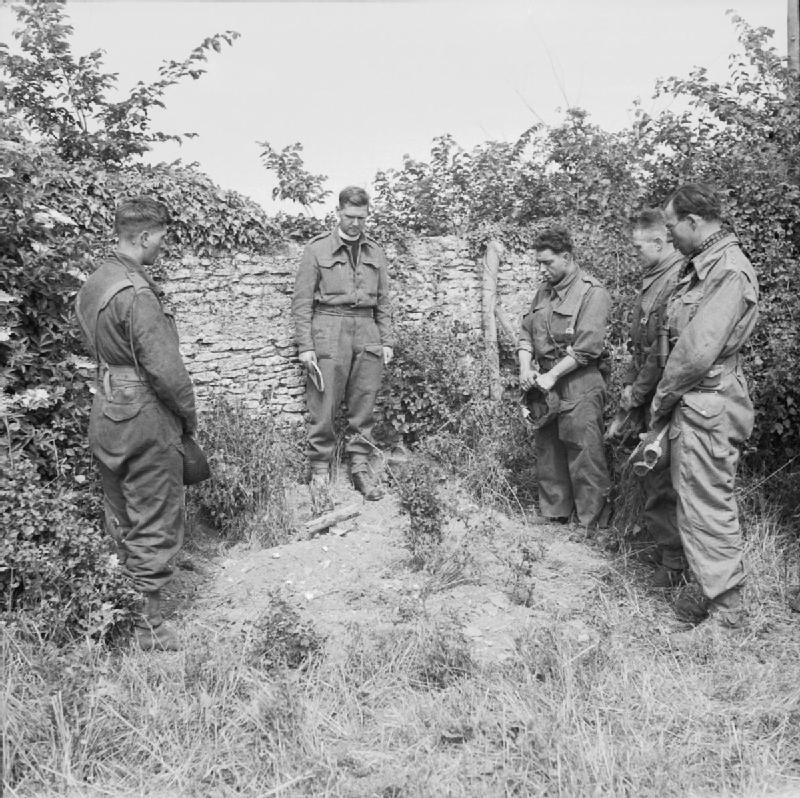
Opération Overlord (le débarquement en Normandie) - Jour J, 6 juin 1944. Le révérend Victor Leach, aumônier du 13/18 Hussars, lit le service funéraire d'un tankiste tué au combat avec la 21e Panzerdivision allemande dans le secteur d'Hermanville-sur-Mer en Normandie, France. Les camarades du défunt se recueillent en silence sur la tombe.

Le régiment a été créé, dans le cadre de la réduction de la cavalerie à la suite de la Première Guerre mondiale, par la fusion du 13th Hussars et du 18th Royal Hussars le 9 novembre 1922. Il a été rebaptisé 13e/18e Royal Hussars (Queen Mary's Own) en décembre 1935, en l'honneur de la reine Mary, qui était colonel en chef du régiment. Le régiment a été transféré au Royal Armoured Corps en avril 1939.
Pendant la Seconde Guerre mondiale, le régiment a servi comme unité de reconnaissance avec la 1ère Brigade blindée de reconnaissance, faisant partie de la 1re Division d'infanterie, pendant la bataille de France. Il a ensuite servi avec la 27th Armoured Brigade. Équipé de chars DD Sherman, il a participé au débarquement du D-Day à Sword Beach, et a combattu pendant l'opération Overlord, prenant part au débarquement à Sword Beach, et continuant à combattre avec la 27th Armoured Brigade jusqu'à la fin juillet 1944, date à laquelle il a été transféré à la 8th Armoured Brigade.

### Après-guerre
Le régiment est affecté à la caserne Northampton de Wolfenbüttel en mars 1946 et retourne au Royaume-Uni à sa nouvelle base, la caserne Willems de la garnison d'Aldershot, en octobre 1947. Il est déployé en Libye en février 1948, en Égypte en avril 1950 et en Malaisie en juin 1950, pour servir de régiment de véhicules blindés pendant l'urgence malaise. Il retourne à Wolfenbüttel en novembre 1953, puis déménage à la caserne McLeod à Neumünster en avril 1956, d'où il déploie un escadron à Aden. Il retourne en Malaisie et est affecté au Camp Ramillies à Ipoh en juillet 1958.
Le régiment rejoint le 7th Armoured Brigade Group et déménage aux baraquements Wessex à Bad Fallingbostel en février 1961. Il est transféré au 4th Guards Brigade Group et s'installe à la caserne Barker à Paderborn en février 1964, puis retourne au Royaume-Uni dans un rôle de char à la caserne Cachy à Perham Down en décembre 1966 ; de là, il continue à déployer des troupes à Aden. Il est retourné en Allemagne de l'Ouest où il a rejoint la 4th Armoured Brigade et s'est installé aux baraquements Swinton à Munster en janvier 1968. Il devient le régiment en garnison à Long Kesh en janvier 1972, à la suite de l'introduction de l'internement des suspects de l'Armée républicaine irlandaise provisoire.
Après cette tournée, le régiment déménage au camp de Bovington en tant que RAC Centre Regiment en août 1972, puis retourne en Allemagne de l'Ouest où il rejoint la 7e Brigade blindée avec sa base à la caserne de Caen à Hohne en août 1974. Il est déployé au camp de Lisanelly à Omagh en novembre 1977, puis déménage aux baraquements Carver à Wimbish en mai 1979 ; de là, il déploie des unités à Chypre pour des missions de maintien de la paix.
Le régiment est rééquipé de la gamme de véhicules de reconnaissance de combat (chenillés), ainsi que du missile filoguidé Swingfire, et est transféré aux baraquements Harewood à Herford, faisant partie du 1st British Corps en novembre 1982. De là, il déploie un escadron pour assurer la garde de la prison de Maze en septembre 1985. Le régiment retourne au Royaume-Uni et rejoint la 1st Armoured Infantry Brigade avec sa nouvelle base à Assaye Barracks à Tidworth Camp en novembre 1986 d'où il déploie à nouveau des escadrons à Chypre. Il retourne à Northampton Barracks à Wolfenbüttel comme régiment de reconnaissance pour la 1st Armoured Division en mai 1991. Le régiment fusionne avec les 15e/19e The King's Royal Hussars pour former les Light Dragoons le 1er décembre 1992.

## Musée régimentaire
La collection régimentaire est conservée par le Discovery Museum de Newcastle upon Tyne.

## Honneurs de guerre
Honneurs de guerre combinés des 13th et 18th Hussards :
- La Seconde Guerre mondiale : la Dyle, le retrait à Escaut, le canal d'Ypres-Comines, le débarquement en Normandie, Bréville, Caen, la crête de Bourguébus, le Mont Pinçon, St. Pierre La Vielle, Geilenkirchen, Roer, la Rhénanie, les plaines du Waal, Goch, le Rhin, Brême, l'Europe du Nord-Ouest en 1940-1945.

## Commandants
Les commandants ont été :
- 1959-1962 : Lt.-Col. Douglas H.E. Coker
- 1962-1964 : Lt.-Col. H. Stuart R. Watson
- 1964-1966 : Lt.-Col. Lt-Col. Tillard
- 1966-1968 : Lt.-Col. Roger S. Beresford
- 1968-1970 : Lt.-Col. John R.L. Howard
- 1970-1973 : Lt.-Col. John C.M. Ansell
- 1973-1976 : Lt.-Col. David A.G. Edelsten
- 1976-1978 : Lt.-Col. David J. St.J. Loftus
- 1978-1981 : Lt.-Col. George McL. Stephen
- 1981-1983 : Lt.-Col. Robert J.W. Ffrench-Blake
- 1983-1986 : Lt.-Col. Roderick A. Cordy-Simpson
- 1986-1988 : Lt.-Col. Edward L. Yorke
- 1988-1991 : Lt.-Col. Allan L. Mallinson
- 1991-1992 : Lt.-Col. Andrew R.E. de C. Stewart

## Colonels en Chef
- 1922 : Reine Mary
- 1989 : Lady Di

## Colonels de régiment
Les colonels du régiment étaient :
- 1922-1938 : Général de corps d'armée. Sir Robert Baden-Powell, 1er Baron Baden-Powell, OM, GCMG, GCVO, KCB (ex 13th Hussars)
- 1938-1942 : Col. James Jardine Richardson, DSO
- 1942-1952 : Brig. John Noel Lumley, CBE, MC
- 1952-1959 : Maj-Gen. Charles Harvey Miller, CB, CBE, DSO
- 1959-1968 : Col. Vincent Ashforth Blundell Dunkerly, DSO, JP
- 1968-1974 : Col. John Roger Cordy-Simpson, CBE, MC
- 1974-1979 : Maj-Gen. Derrick Bruce Wormald, DSO, MC
- 1979-1990 : Général de division. Henry Stuart Ramsay Watson, CBE
- 1990-1992 : Col. Robert John William ffrench Blake (Light Dragoons)
- 1992 : le régiment fusionne avec les 15th/19th The King's Royal Hussars pour former les Light Dragoons.